# Danny Mathijssen
Danny Mathijssen (* 17. März 1983 in Bergen op Zoom) ist ein niederländischer Fußballspieler.

## Karriere

### Verein
Die Karriere von Danny „Pitbull“ Mathijssen begann als Jugendspieler bei Willem II Tilburg. Von 2001 bis Juni 2005 spielte er insgesamt 94 mal für die Profimannschaft. Sein Ligadebüt gab er am 7. August 2001 für die Tilburger. Danach wechselte er ablösefrei zu AZ Alkmaar. Nach sechs Monaten, in denen er nur einmal zum Einsatz kam, wurde er an RKC Waalwijk und NAC Breda ausgeliehen. Im Jahre 2006 kehrte er zu seinem alten Verein Willem II zurück.

### Nationalmannschaft
Mathijssen war Juniorennationalspieler der Niederlande. Mit der U-21 der Niederlande nahm er an Qualifikationsspielen zur Weltmeisterschaft 2006 teil, wurde von Trainer Foppe de Haan aber nicht in den Endrundenkader berufen.